# Darawati
Darawati is een bestuurslaag in het regentschap Tasikmalaya van de provincie West-Java, Indonesië. Darawati telt 3076 inwoners (volkstelling 2010).